# Jean-Pierre Jeancolas
Pour les articles homonymes, voir Jeancolas.
Jean-Pierre Jeancolas, né le 24 novembre 1937 à Colombey-les-Deux-Églises et mort le 25 septembre 2017 à Limeil-Brévannes,, est un historien du cinéma et critique français,.

## Biographie
Professeur d'histoire, animateur de ciné-clubs, il a collaboré à la revue Jeune Cinéma - où il fut rejoint par son épouse, Françoise Audé - de 1965 à 1971, puis à Positif à partir de 1971. Il s'est spécialisé dans l'étude de l'histoire du cinéma français et du cinéma hongrois.
En 1984, avec Jean A. Gili et Vincent Pinel, il a fondé l'Association française de recherche sur l'histoire du cinéma.

## Publications
- Deuxième Cinécure : les Français et leur cinéma. 1930-1939, Maison de la Culture de Créteil/Cinémathèque de Toulouse, Créteil, Maison de la Culture, Paris, Losfeld, 1973.
- Le Cinéma des Français : 1969-1974. Les années Pompidou, Créteil, Maison des Arts et de la Culture, 1974.
- Cinéma service public : Créteil 68-76 (avec Olivier Barrot et Gérard Lefèvre), Paris, Maspéro, coll. « Malgré Tout », 1977.
- Le Cinéma des Français, la Ve République. 1958-1978, Paris, Stock, coll. « Stock Cinéma », 1979.
- 15 années d'années trente : le cinéma des Français 1929-1944, Paris, Stock, coll. « Stock cinéma », 1983.
- Cinéma hongrois, 1963-1988, Paris, CNRS, 1989.
- 100 années Lumière (avec Louis Marcorelles et Claire Devarrieux), Paris, Intermédia, 1989.
- Blum - Byrnes : l'Arrangement 1945-1948, Paris, Association française de recherche sur l'histoire du cinéma , numéro 13 de la revue 1895, 1993.
- Histoire du cinéma français, Paris, Nathan, coll. « 128 », 1995.  (ISBN 978-2-2003-5220-2).
- L'Auteur du film : description d'un combat (avec Jean-Jacques Meusy et Vincent Pinel), Actes Sud, Institut Lumière, SACD, 1996.
- L'Œil hongrois : quatre décennies de cinéma à Budapest 1963-2000, Budapest, Magyar Filmunio, 2001.